# Vestido de veneno
El vestido envenenado es un tema que se repite en leyendas y cuentos populares de varias culturas, incluyendo la Grecia antigua, el Imperio mogol y los Estados Unidos. Aunque no haya ninguna prueba que sugiera que las leyendas urbanas estadounidenses estén directamente relacionadas con los cuentos clásicos, comparten varios elementos comunes.

## Mitología griega
En la mitología griega, cuando Jasón abandonó a la bruja Medea para casarse con Glauce, la hija del rey Creon, Medea tomó su venganza enviando a Glauce un vestido envenenado y una corona de oro, también bañada en el veneno. Esto causó la muerte de la princesa y, posteriormente, del rey, cuando él trató de salvarla.
Otra leyenda griega es la de la "camisa de Neso", una camisa untada con la sangre envenenada del centauro Neso, que dio a Hércules su esposa, Deyanira. Deyanira había sido engañada por Neso haciéndole creer que impregnar la prenda con su sangre aseguraría que Hércules le permanecería fiel. Según la tragedia de Sófocles Las Traquinianas, cuando Hércules se pone la camisa, empieza a sudar y la tela pronto se adhiere a su carne, corroyéndola. Finalmente, se lanza en una pira sobre el Monte Eta, pereciendo abrasado.

## Folclore indio

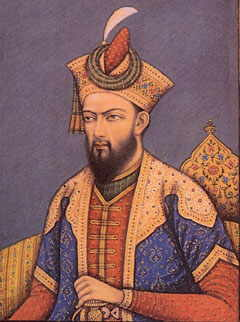
Al emperador Aurangzeb (que reinó entre 1658 y 1707) se le acredita haber empleado khilats envenenados para eliminar a algunos de sus enemigos reales o supuestos.

Los numerosos cuentos de khilats (trajes de honor) envenenados han sido registrados en los textos históricos, folclóricos y médicos de indólogos británicos. Los regalos de ropa eran comunes en rituales sociales en la India mogol, y estas historias giran alrededor de los miedos a la traición, inspirada por la costumbre de ofrecer khilats a amigos y enemigos como demostración de amistad o una alianza política.
En 1870, Norman Chevers, un comandante-cirujano del Servicio Médico de Bengala, autor del Manual de Jurisprudencia Médica para la India, describe crímenes inusuales que implican venenos naturales de la India. El libro incluyó tres casos de envenenamiento con khilat, atribuyendo la causa de una de las muertes a vesicantes mortales que impregnaban la tela del traje y entraban por las glándulas sudoríparas de la víctima.
El teniente coronel James Tod escribió sobre el mismo caso proporcionando más detalle. A finales del siglo XVII, el emperador Aurangzeb envió a su rival Jaswant Singh a la guerra en Afganistán, y convocó al hijo de Jaswant, Prithi Singh, a asistir a su corte. Durante la reunión, la actitud desafiante de Prithi convenció a Aurangzeb de que debía ser eliminado. Aurangzeb le dio "un vestido espléndido" como prenda de amistad, el cual Prithi se pone y luego abandona la corte. Al poco es alcanzado por el mal, y muere en agonía extrema. Sin embargo, cuando Aurangzeb trató de asesinar a su propio hijo, el príncipe Akbar, de la misma manera, el príncipe, conociendo a su padre demasiado bien, puso una excusa para tardar en ponérselo y mientras pidió que un esclavo lo probara primero, evitando así una muerte atroz.

## Leyendas urbanas estadounidenses
El tema del vestido envenenado aparece en varias leyendas urbanas estadounidenses, que fueron registradas en colecciones populares y artículos de prensa en la década de 1940 y 1950. El folclorista Stith Thompson anotó el prototipo clásico de estas historias, "la Camisa de Neso", y le asignó el número D1402.5: "la camisa mágica quema a quien la utiliza". Jan Harold Brunvand proporciona el resumen de una de las historias:

La muchacha lleva un nuevo vestido formal para bailar. Varias veces durante la tarde ella se siente mareada, sus amigas la llevan al exterior para que tome el aire fresco. Finalmente ella se pone realmente enferma, y muere en los servicios. La investigación revela que el vestido ha sido la causa de su muerte. Este había sido usado como el vestido de entierro para una muchacha joven; pero había sido quitado del cadáver antes del entierro para ponerle otro y devuelto a la tienda. El formaldehído que el vestido ha absorbido del cadáver entra en los poros de la muchacha que baila.

El folclorista Ernest Baughman especuló que la historia podría haber sido usada originalmente como publicidad adversa para desacreditar un cierto negocio, ya que las variantes de la historia a menudo mencionan una tienda conocida en la cual el vestido supuestamente fue comprado. La leyenda siguió circulando mucho después de su popularidad inicial, con "el líquido de embalsamamiento" a veces sustituyendo al formaldehído mencionado en la versión más temprana. Esta leyenda urbana estadounidense fue dramatizada en el episodio "Til Death Do We Part" de la serie de televisión CSI: Nueva York.
Otro tema del folclore estadounidense relacionado con el tema del vestido envenenado es la historia de las mantas contaminadas con el virus de la viruela que, según se dice, los colonos entregaron a los nativos norteamericanos.